# Guðbrandur Þorláksson
Guðbrandur Þorláksson (též Gudbrandur Thorlaksson) (1541 – 20. července 1627) byl islandský duchovní, spisovatel, kartograf a matematik.
Od roku 1571 do své smrti byl biskupem v Hólaru. Zasloužil se o upevnění luteránství na Islandu. Roku 1584 vydal první úplný překlad Bible do islandštiny (tzv. Guðbrandova Bible). Napsal sbírky duchovní poezie Sálmabók (1589) a Vísnabók (1612). Sepsal též islandskou právní knihu (1578) a je autorem první kvalitní mapy Islandu, publikované roku 1590. Byl bratrancem básníka Hallgríma Péturssona.
Gudbrandur Thorlaksson byl zobrazený na islandské bankovce s hodnotou 50 islandských korun z roku 1981.